# Maria Elena Vandone
Maria Elena Vandone (Spoleto, 1º aprile 1979) è un'attrice e showgirl italiana.

## Biografia
Dai sei agli otto anni studia danza, quindi pratica per dieci anni il tennis, diventando campionessa regionale. Conseguita la maturità classica, si iscrive alla Facoltà di Giurisprudenza, prima a Perugia e poi a Roma.
Dopo un cameo nel film Streghe verso nord (2001), regia di Giovanni Veronesi, nel 2002, oltre ad iniziare a lavorare in campo pubblicitario, partecipa come cantante e ballerina al programma di Rai 2, Chiambretti c'è, condotto da Piero Chiambretti, con la regia di Gianni Boncompagni.
Dopo aver studiato per due anni recitazione, nel 2005 è protagonista, con il ruolo di Crystal Ferrari, della miniserie TV in quattro puntate, Ho sposato un calciatore, diretta da Stefano Sollima e trasmessa da Canale 5.
Nel 2007 è protagonista, insieme a Valeria Flore, del cortometraggio Gadget Men, sceneggiatura e regia di Giacomo Faenza, prodotto da D di Repubblica e presentato alla Festa del Cinema di Roma. Nel novembre dello stesso anno vince con l'80% dei voti, in coppia con Samuel Peron, la quarta edizione di Ballando con le stelle, reality show condotto su Rai 1 da Milly Carlucci. Subito dopo la vittoria, torna a lavorare con Gianni Boncompagni nel programma Bombay, in onda su LA7.
Dal 12 gennaio del 2008, insieme a Pamela Camassa e Nino Frassica, affianca Carlo Conti alla conduzione de I migliori anni, programma in otto puntate in onda su Rai 1, dedicato a cinquant'anni di televisione, cinema e spettacolo. Inoltre nel febbraio dello stesso anno appare anche, sempre su Rai 1, interpretando il ruolo di Beatrice Cenci in Caravaggio, regia di Angelo Longoni, miniserie presentata in anteprima durante la prima edizione del Roma Fiction Fest, svoltasi nell'estate del 2007.
Nel 2009 partecipa come attrice alla Fiction di Rai 1 Don Matteo 7, regia di Lodovico Gasparini, nel ruolo di Sonia. 
Nel 2020 pubblica nella collana Arnoldo Mondadori Editore Electa il libro Professional Smiler - L'arma del sorriso per affrontare il cambiamento.

## Filmografia

### Cinema
- Streghe verso nord, regia di Giovanni Veronesi (2001)
- Gadget Men, regia di Giacomo Faenza – cortometraggio (2007)

### Televisione
- Ho sposato un calciatore, regia di Stefano Sollima – miniserie TV (2005)
- Caravaggio, regia di Angelo Longoni – miniserie TV (2007)
- Taglia e cuci – sit-com (2008)
- Don Matteo – serie TV, episodio 7x09 - "Questione d'onore", interpreta: Sonia Iorio (2009)

## Programmi televisivi
- Chiambretti c'è (2002)
- Ballando con le stelle (2007)
- Bombay (2007)
- I migliori anni (2008)